# Nick Schmaltz
Nicholas „Nick“ Schmaltz (* 23. Februar 1996 in Madison, Wisconsin) ist ein US-amerikanischer Eishockeyspieler, der seit Juni 2024 bei den Utah Mammoth aus der National Hockey League unter Vertrag steht und für diese auf der Position des Centers spielt. Sein älterer Bruder Jordan ist ebenfalls professioneller Eishockeyspieler.

## Karriere
Nick Schmaltz wurde in Madison geboren und wuchs im wenige Kilometer entfernten Verona gemeinsam mit seinem Bruder Jordan auf, der ebenfalls professioneller Eishockeyspieler ist und seit 2015 der Organisation der St. Louis Blues angehört. In seiner Jugend spielte Nick Schmaltz für die Chicago Mission sowie ab 2012 für die Green Bay Gamblers in der United States Hockey League (USHL), der höchsten Juniorenliga der Vereinigten Staaten. In der Saison 2012/13 kam der Angreifer dort auf 52 Scorerpunkte in 64 Spielen und wurde infolgedessen ins All-Rookie Team der USHL gewählt. Nachdem er sein Heimatland bereits bei den Olympischen Jugend-Winterspielen 2012 vertreten hatte, gewann er mit dem Team USA im Sommer 2013 die Silbermedaille beim Ivan Hlinka Memorial Tournament. Nach einer weiteren Saison bei den Gamblers, während der er auch kurzzeitig für zwei Spiele zum Kader des USA Hockey National Team Development Program gehört hatte, wählten ihn die Chicago Blackhawks im NHL Entry Draft 2014 an 20. Position aus.
Im Anschluss schrieb sich Schmaltz an der University of North Dakota ein und folgte somit seinem Bruder Jordan. An der UND verbrachte der Center zwei Jahre, wobei er als Freshman ins All-Rookie Team der National Collegiate Hockey Conference gewählt wurde. Zudem nahm er mit der U20-Nationalmannschaft an den U20-Weltmeisterschaften 2015 und 2016 teil und gewann bei letzterer die Bronzemedaille.
Im Juni 2016 unterzeichnete Schmaltz bei den Chicago Blackhawks einen Einstiegsvertrag und debütierte zu Beginn der Saison 2016/17 in der National Hockey League (NHL). Nach der Spielzeit gab Schmaltz auch seinen Einstand in der A-Nationalmannschaft der USA, mit der er bei der Weltmeisterschaft 2017 den fünften Platz belegte. Bereits in seiner zweiten NHL-Saison knackte Schmaltz die Marke von 50 Scorerpunkten, ehe er nach einem guten Start ins Spieljahr 2018/19 im Tausch für Dylan Strome und Brendan Perlini an die Arizona Coyotes abgegeben wurde.
Bei den Coyotes unterzeichnete Schmaltz im März 2019 einen neuen Siebenjahresvertrag, der ihm mit Beginn der Saison 2019/20 ein durchschnittliches Jahresgehalt von 5,85 Millionen US-Dollar einbringen soll. Mit den Coyotes vollzog er nach der Saison 2023/24 den Umzug nach Salt Lake City, wo er fortan für den Utah Hockey Club aktiv ist, der seit Mai 2025 als Utah Mammoth firmiert.

## Erfolge und Auszeichnungen
- 2013 USHL All-Rookie Team
- 2013 Silbermedaille beim Ivan Hlinka Memorial Tournament
- 2015 NCHC All-Rookie Team
- 2016 Bronzemedaille bei der U20-Weltmeisterschaft

## Karrierestatistik
Stand: Ende der Saison 2024/25

### International
Vertrat die USA bei:
| - Olympischen Jugend-Winterspielen 2012 - Ivan Hlinka Memorial Tournament 2013 - U20-Junioren-Weltmeisterschaft 2015 | - U20-Junioren-Weltmeisterschaft 2016 - Weltmeisterschaft 2017 |

(Legende zur Spielerstatistik: Sp oder GP = absolvierte Spiele; T oder G = erzielte Tore; V oder A = erzielte Assists; Pkt oder Pts = erzielte Scorerpunkte; SM oder PIM = erhaltene Strafminuten; +/− = Plus/Minus-Bilanz; PP = erzielte Überzahltore; SH = erzielte Unterzahltore; GW = erzielte Siegtore; 1 Play-downs/Relegation; Kursiv: Statistik nicht vollständig)